# Psycho III
Psycho III, är en amerikansk skräckfilm från 1986. Filmen är regisserad av Anthony Perkins, som även spelar huvudrollen.

## Handling
Norman Bates (Anthony Perkins) är tillbaka och driver fortfarande sitt Bates Motel. Den före detta nunnan Maureen (Diana Scarwid) kommer till hotellet men hon påminner väldigt mycket om Marion Crane som Bates dödade i den första filmen. Efter att Maureen har försökt ta livet av sig i motellets badkar hjälper Bates henne till sjukhuset och hon får fortsätta att vara kvar på motellet, men Norman blir kär i henne. Även en nyfiken journalist vid namn Tracy snokar runt kring Normans motell och försöker att ta reda på allt om Bates och hans hotell. Till slut blir Norman fri från sin mor och hugger ihjäl det som är kvar av henne.

## Rollista (i urval)
- Anthony Perkins – Norman Bates
- Diana Scarwid – Maureen Coyle
- Jeff Fahey – Duane Duke
- Roberta Maxwell – Tracy Venable
- Hugh Gillin – Sheriff John Hunt
- Lee Garlington – Myrna